# Рецца
Рецца (фр. Rezza, корс. Rezza) — коммуна во Франции, находится в регионе Корсика. Департамент коммуны — Южная Корсика. Входит в состав кантона Севи-Сорру-Чинарка. Округ коммуны — Аяччо.
Код INSEE коммуны — 2A259.

## Население
Население коммуны на 2008 год составляло 71 человек.
| 1962 | 1968 | 1975 | 1982 | 1990 | 1999 | 2008 |
| ---- | ---- | ---- | ---- | ---- | ---- | ---- |
| 88   | 71   | 48   | 47   | 50   | 49   | 71   |

## Экономика

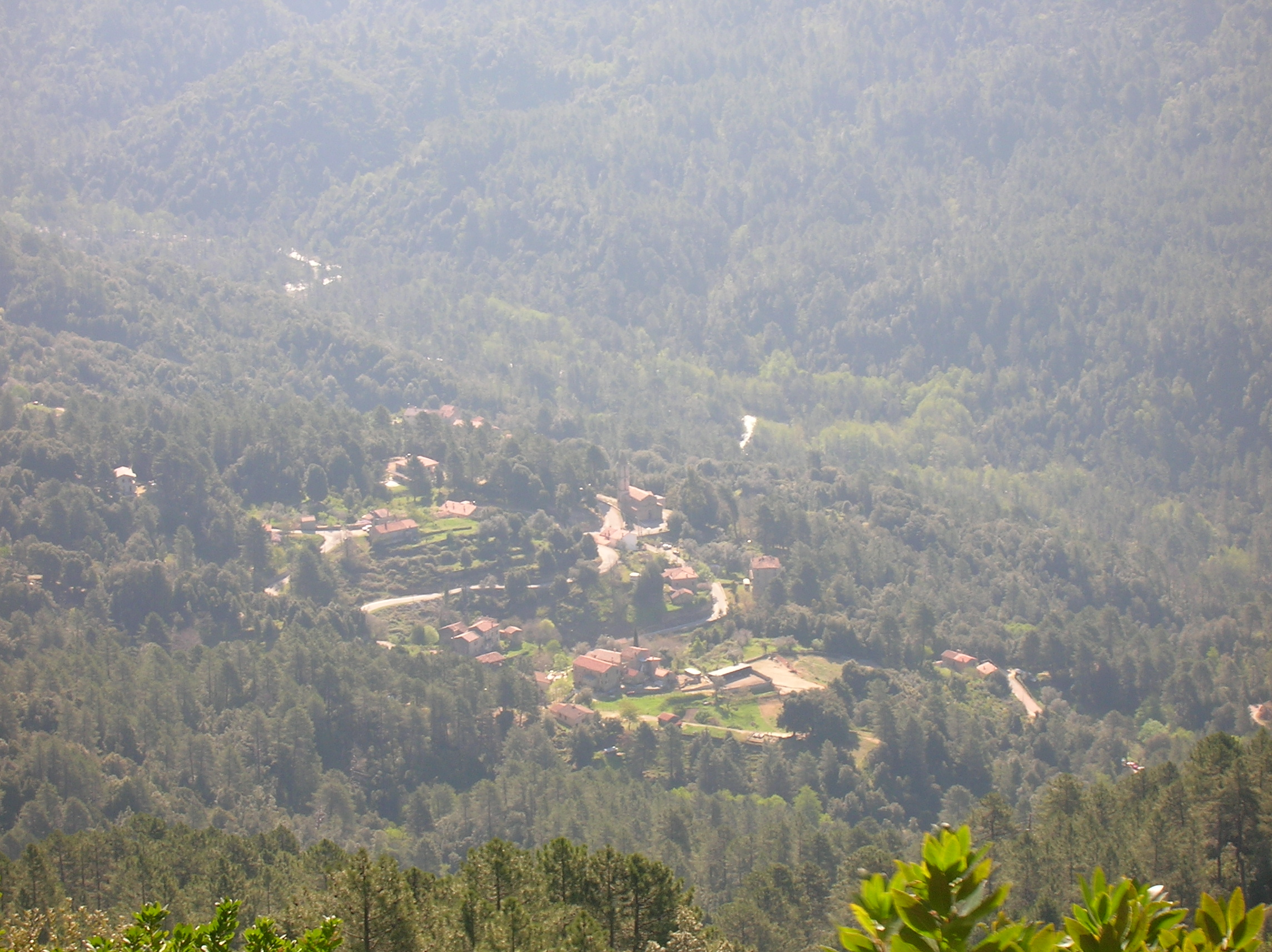
Рецца

В 2007 году среди 47 человек в трудоспособном возрасте (15—64 лет) 29 были экономически активными, 18 — неактивными (показатель активности — 61,7 %, в 1999 году было 46,7 %). Из 29 активных работали 23 человека (14 мужчин и 9 женщин), безработных было 6 (5 мужчин и 1 женщина). Среди 18 неактивных 3 человека были учениками или студентами, 10 — пенсионерами, 5 были неактивными по другим причинам.